# ルーウェリン反応
ルーウェリン反応（ルーウェリンはんのう）は、コンピュータによる自然言語処理、自然言語認識の失敗に対する人間側の極端な拒否反応。人間の自尊心、コンピュータに対する優越感に由来するものと考えられる。
ルーウェリン反応は、翻訳ソフト、IME、音声認識、OCRなどに対してみられる。この反応をユーザーが乗り越えられなければ、そのアプリケーションを使いこなすことができない。そのためデジタル・ディバイドの一因となっている。
大半のユーザーは認識のアルゴリズムを知らずに使うため、ちょっとした誤認識も許容しないものである。ルーウェリン反応が存在することを常に意識してアプリケーションを作ることが開発者には求められる。

## 一次段階・笑い反応
初期の段階に見られ、IMEの奇妙な誤変換を笑いものにするたぐいである。

## 二次段階・怒り反応
笑い反応の段階を過ぎると、「怒り反応」に移行する。最近ではかなり改善されているが、日常的に使用するIMEでは特に頻発する可能性が高い。